# 1998 XU50
1998 XU50 är en asteroid i huvudbältet som upptäcktes den 14 december 1998 av LINEAR i Socorro County, New Mexico.
Asteroiden har en diameter på ungefär 12 kilometer.